# Pokémon Puzzle League
 (mai 2025).
Si vous disposez d'ouvrages ou d'articles de référence ou si vous connaissez des sites web de qualité traitant du thème abordé ici, merci de compléter l'article en donnant les références utiles à sa vérifiabilité et en les liant à la section « Notes et références ».
Pokémon Puzzle League est un jeu vidéo de puzzle sorti en 2000 sur Nintendo 64. Le jeu a été développé par NST et  Intelligent Systems puis édité par Nintendo.
Le jeu est basé sur l'univers de Pokémon. En 2008, le jeu est sorti sur la console virtuelle de la Wii.

## Système de jeu
Le joueur possède un écran de jeu, similaire à celui du Tetris, dans lequel sont posés des blocs. À intervalle régulier, une nouvelle ligne de blocs apparaît en bas de l'écran, poussant les autres blocs vers le haut. Quand un bloc dépasse de l'aire de jeu, la partie est perdue.
Le joueur peut intervertir la position de deux blocs contigus horizontalement. Si trois blocs ou plus sont alignés, soit verticalement, soit horizontalement, ils disparaissent et font ainsi tomber tout bloc se trouvant au-dessus. Quand le joueur détruit de cette manière quatre blocs ou plus, il obtient un bonus, qui dépend du mode de jeu en cours : dans la plupart des modes de jeu le temps est suspendu pendant quelques secondes mais en mode deux joueurs, le joueur adverse reçoit un malus. La puissance de ces bonus est proportionnelle au nombre de blocs détruits.